# Kosar Asaseh
Kosar Asaseh est une taekwondoïste iranienne.

## Biographie
Kosar Asaseh est médaillée de bronze dans la catégorie des moins de 62 kg aux Championnats du monde féminins de taekwondo 2021 à Riyad.